# ǀXam
|Xam (ofta bara xam, även ǀxam kaǃkʼe) är ett utdött tuuspråk som talades i Sydafrika en bit in på 1900-talet. Språket, som hörde till ǃkwispråkgruppen, var nära besläktat med det utrotningshotade nǀu, som nu är det sista återstående !kwispråket. På längre håll är det besläktat med !xóõ.

|Xam lever vidare i Sydafrikas officiella motto sedan den 27 april 2000, på svenska ungefär ”olika folk förenade”: 
| ” | ǃke e: \|xarra ǁk | „ |

Det första tecknet i språkets namn representerar ett dentalt klickljud, medan x-ljudet påminner om ch i skotsk gaeliskans loch.